# محرمانه لس آنجلس (فیلم)
محرمانهٔ لس آنجلس (انگلیسی: L.A. Confidential) یک فیلم جنایی نئو-نوآر آمریکایی محصول ۱۹۹۷ به کارگردانی، تهیه‌کنندگی و نویسندگی کرتیس هنسن است. فیلم‌نامهٔ این فیلم را هنسن و برایان هالگلند بر پایهٔ رمانی به همین نام اثر جیمز الروی (چاپ ۱۹۹۰) به نگارش درآورده‌اند که سومین کتاب از مجموعهٔ الروی به‌نام کوارتت ال.ای. است. این فیلم به داستان گروهی از افسران اداره پلیس لس آنجلس در سال ۱۹۵۳ می‌پردازد و وجهٔ مشترک فساد پلیس و سلبریتی هالیوود را روایت می‌کند. عنوان فیلم به نشریهٔ رسوایی کانفدنشال اشاره دارد که فعالیتش را در دههٔ ۱۹۵۰ آغاز کرد و در فیلم با نام هاش-هاش معرفی شده‌است.
در آن زمان بازیگران استرالیایی گای پیرس و راسل کرو در آمریکای شمالی نسبتاً ناشناخته بودند. یکی از پشتیبانان مالی فیلم، نگران کمبود ستارگان مطرح در نقش‌های اصلی فیلم بود، اما از تصمیمات انتخاب بازیگری هنسون حمایت کرد و کارگردان نیز اطمینان داشت که کوین اسپیسی، کیم بیسینگر و دنی دویتو را به‌عنوان بازیگر انتخاب کند.
محرمانهٔ لس آنجلس با موفقیتی تجاری همراه بود و مورد تحسین منتقدان قرار گرفت. این فیلم ۱۲۶ میلیون دلار در جهان فروش داشت، در حالی که بودجهٔ ساخت آن ۳۵ میلیون دلار بود و از سوی منتقدان نقدهای مثبتی دریافت کرد. این فیلم نامزد دریافت نه جایزهٔ اسکار از جمله بهترین فیلم شد و درنهایت دو جایزه برنده شد: بهترین بازیگر نقش مکمل زن (بیسینگر) و بهترین فیلم‌نامهٔ اقتباسی. دیگر رشته‌هایی که فیلم نامزد شده بود را تایتانیک برنده شد. در سال ۲۰۱۵، کتابخانه کنگره، محرمانهٔ لس آنجلس را بابت اهمیتی که از دید «فرهنگی، تاریخی یا زیبایی‌شناختی» داشت، برای حفظ در فهرست ملی ثبت فیلم ایالات متحده برگزید.

## داستان
در سال ۱۹۵۳، گروه‌بان اداره پلیس لس آنجلس یعنی ادموند اکسلی، مصمم است تا به اعتبار پدرش، کارآگاه مشهور پرستون اکسلی که توسط مهاجمی ناشناس کشته شد وارد حرفهٔ پلیسی شود. او به قاتل پدرش نام «رولو توماسی» را داده بود دور با آن. او برخلاف توصیهٔ کاپیتان دادلی اسمیت داوطلب می‌شود تا علیه افسران پلیس فاسد درگیر در پروندهٔ «کریسمس خونین» در ازای ارتقاء به ستوان کارآگاه، شهادت دهد.
افسر لباس شخصی وندل «باد» وایت وسواس زیادی به مجازات مردانی دارد که از زنان سوء استفاده می‌کنند، زیرا مادرش توسط پدرش تا حد مرگ کتک خورده‌است. وایت از اکسلی متنفر است زیرا شریک او، دیک استنسلند، به لطف شهادت اکسلی اخراج شد. با زندانی شدن گانگستر میکی کوهن به دلیل فرار مالیاتی، اسمیت وایت را برای شکنجه و ترساندن جنایتکاران خارج از شهر که سعی در به دست آوردن جایگاه در لس آنجلس دارند، استخدام می‌کند. وایت در حالی که در یک مشروب فروشی است، با لین براکن، فاحشه‌ای شبیه ورونیکا لیک، و پلیس سابق لیلاند «باز» میکس، روبرو می‌شود. هر دو برای پیرس پچت کار می‌کنند، که سرویس Fleur-de-Lis او روسپی‌های سطح‌بالایی را اداره می‌کند که با جراحی پلاستیک تغییر یافته‌اند تا شبیه ستاره‌های سینما شوند.
گروهبان جک وینسنس یک کارآگاه مواد مخدر است که به عنوان مشاور فنی در سریال نشان افتخار که سریالی در ژانر درام پلیسی تلویزیونی است، حضور دارد. سید هاجنز، ناشر نشریهٔ تبلوید هاش-هاش، به وینسنس در مورد فعالیت‌های مجرمانه افراد مشهور راهنمایی می‌کند تا بتواند برای انتشارات سید دستگیری‌های برجسته ای انجام دهد.
اکسلی به زودی در مورد یک سرقت و آدم‌کشی چندگانه در کافی شاپ جغد شب تحقیق می‌کند. استنسلند یکی از قربانیان بود. اکسلی و وینسنس سه جنایتکار آفریقایی-آمریکایی را به خاطر این جنایت دستگیر کردند. آنها بعداً از بازداشت پلیس فرار می‌کنند و توسط اکسلی در یک تیراندازی کشته می‌شوند. اکسلی برای شجاعت خود مدال افتخار کسب می‌کند. اگرچه به نظر می‌رسد پرونده جغد شب حل شده‌است، اکسلی و وایت تحقیقات بیشتری را انجام می‌دهند و شواهدی از فساد در اطراف آن‌ها کشف می‌کنند. وایت رابطه‌ای را با لین آغاز می‌کند و سوزان لفرتس قربانی جغد شب را به عنوان یکی از اسکورت‌های پچت می‌شناسد. مادر لفرتس به وایت می‌گوید که استنسلند «دوست پسر» سوزان بود. وایت فضای زیر خانه مادر را جستجو می‌کند و جسد میکس را پیدا می‌کند. او سپس جانی استومپاناتو، محافظ سابق کوهن را بازجویی می‌کند که می‌گوید میکس سعی می‌کرد مقدار زیادی از هروئین را که دزدیده بود بفروشد.
هاجنز، وینسنس را درگیر راه اندازی یک محاکمه همجنسگرا بین بازیگر مبارز مت رینولدز و دادستان منطقه الیس لو می‌کند و قصد دارد یک رسوایی پرسود ایجاد کند. پس از اینکه رینولدز به قتل رسیده‌است، وینسنس گناهکار به تحقیقات اکسلی برای یافتن قاتل می‌پیوندد. وینسنس بعداً با شواهدی مبنی بر اینکه میکس و استنسلند یک دهه قبل تحت فرمان اسمیت با هم کار می‌کردند، با اسمیت روبرو شد و تحقیقاتی را در مورد پچت که هاجنز از بازرگانان و فاحشه‌ها در یک کلاهبرداری باج‌گیری عکس می‌گرفت، منصرف کرد. اسمیت به وینسنس شلیک می‌کند و وینسنس پس از زمزمهٔ نام رولو توماسی جان خود را از دست می‌دهد.
روز بعد، زمانی که اسمیت از او می‌پرسد رولو توماسی کیست، سوء ظن اکسلی برانگیخته می‌شود. در حین بازجویی هاجنز، اسمیت ترتیبی می‌دهد که وایت عکس‌هایی از رابطه جنسی لین با اکسلی ببیند، که وایتی خشمگین را می‌فرستد تا او را پیدا کند. در ایستگاه پلیس، وایت و اکسلی با هم دعوا می‌کنند، اما وقتی هر دو متوجه می‌شوند که اسمیت فاسد است، متوقف می‌شوند. آنها استنباط می‌کنند که استنسلند میکس را به خاطر هروئین دزدیده‌شده کشته‌است، و قتل جغد شب به اسمیت اجازه می‌دهد تا استنسلند را بکشد. افراد اسمیت سه آفریقایی-آمریکایی را برای قتل جغد شب با شواهد مستقر متهم کردند. اکسلی و وایت از لو بازجویی می‌کنند و متوجه می‌شوند که اسمیت و پچت (به کمک عکس‌های باج‌گیری هاجنز) امپراتوری جنایتکار کوهن را تصاحب کرده‌اند و این قتل‌ها به این دلیل بوده‌است که اسمیت دست به کار شده‌است. آنها بعداً پچت و هاجنز را به قتل رساندند.
اسمیت، اکسلی و وایت را به کمین می‌کشاند. پس از کشتن قاتل‌های اسمیت توسط دو نفر، وایت و اسمیت یکدیگر را زخمی کردند. اکسلی اسمیت را با اسلحه نگه می‌دارد و اسمیت به او اطمینان می‌دهد که می‌تواند همه چیز را برای پلیسی که وارد می‌شود «توضیح دهد» و اکسلی ترفیع می‌گیرد. اسمیت به سمت ماشین‌های پلیس که در حال آمدن هستند حرکت می‌کند، اما اکسلی از پشت به او شلیک می‌کند و او را می‌کشد.
در ایستگاه پلیس، اکسلی آنچه را که از وینسنس و وایت در مورد فساد اسمیت آموخته بود را توضیح می‌دهد. پلیس لس آنجلس تصمیم می‌گیرد با گفتن اینکه اسمیت به عنوان قهرمانی در تیراندازی کشته شده، از تصویر عمومی خود محافظت کند، و به اکسلی نیز مدال دوم شجاعت را اهدا می‌کنند. بیرون از شهرداری، اکسلی با لین و وایت خداحافظی می‌کند و لین و وایت به سمت خانهٔ لین در آریزونا می‌روند.

## بازیگران
- کوین اسپیسی در نقش جک وینسنس
- راسل کرو در نقش وندل «باد» وایت
- گای پیرس در نقش ادموند «اد» اکسلی
- جیمز کرامول در نقش کاپیتان دادلی اسمیت
- کیم بیسینگر در نقش لین براکن
- دنی دویتو در نقش سید هاجنز
- دیوید استراترن در نقش پیرس مورهاوس پچت
- ران ریفکین در نقش دادستان منطقه الیس لو
- گراهام بکل در نقش دت. ریچارد «دیک» استنسلند
- آمبر اسمیت در نقش سوزان لفرتس
- جان ماهون در نقش رئیس پلیس
- پل گویلفویل در نقش مایر «میکی» کوهن
- مت مک‌کوی در نقش برت چیس
- پائولو سگانتی در نقش جانی استومپاناتو
- سایمون بیکر در نقش مت رینولدز
- توماس آرانا در نقش مایکل برونینگ
- مایکل مک کلیری در نقش ویلیام کارلایل
- شاونی فری جونز در نقش تامی جردن
- دارل سندین در نقش لیلند «باز» میکس
- ماریسول پادیلا سانچز در نقش اینز سوتو
- گوندا دیکن در نقش خانم لیفرتز
- جیم متسلر در نقش مشاور
- برندا باکی در نقش لانا ترنر

## بازخورد
در وبگاه بازبینی‌خوانی راتن تومیتوز، نظر ۹۹٪ از ۱۶۱ بررسی منتقدین مثبت است و این فیلم میانگینِ امتیاز ۹/۱۰ را در اختیار دارد. این فیلم در متاکریتیک که از میانگین وزنی استفاده می‌کند، بر اساس نظر ۲۸ منتقدین امتیاز ۹۰ از ۱۰۰ را کسب کرده که نشان‌گر «تحسین همگانی» است. تماشاگران شرکت‌کننده در نظرسنجی سینماسکور به فیلم نمرهٔ «A–» در مقیاس A+ تا F دادند.
راجر ایبرت منتقد سینما به این فیلم چهار ستاره از چهار ستاره داد و آن را «فریبنده و زیبا، طعنه‌آمیز و پیچیده و یکی از بهترین فیلم‌های سال» توصیف کرد.